# Клеопатра Камбугу Кентаро
Клеопатра Камбугу Кентаро (Cleopatra Kambugu Kentaro) — активіст угандійських прав людини і транс жінка. Вона була представлена в нагородженому в 2016 році повнометражному документальному фільмі «Перлина Африки».

## Життя
Кентаро виросла з 11 братами та сестрами,  отримали від батькового виховання можливість  "проявляти себе без страху та свободи волі".
Кентаро має ступінь бакалавра в галузі сільського господарства (патологія сільськогосподарських культур, біотехнології та генетики) в Кампальському коледжі сільськогосподарських та екологічних наук університету Макерера.
Вона почала ставити під сумнів свою гендерну ідентичність під час навчання в університеті, спочатку досліджуючи концепції небінарної статі в різних культурах за допомогою бібліотеки та Інтернету. Потім, десь у віці 23 років, вона почала відкривати ЛГБТ-спільноту в Уганді.
Перш ніж знайти зірку, вона була змушена втекти з рідної Уганди після того, як там було заборонено гомосексуальні стосунки, знайшовши притулок у Кенії. У 2013 році її публічно оголосили трансгендером на обкладинці найбільшого таблоїда Уганди - "Червоний перець". Це сталося через тиждень після прийняття угандійського Закону про боротьбу з гомосексуальністю 20 грудня 2013 року в парламенті Уганди.

## Перлина Африки
Клео почала ділитися своєю історією в популярній вебсерії "Перлина Африки", яка була адаптована до повнометражного документального фільму, прем'єра якого відбулася 30 квітня 2016 року на канадському міжнародному фестивалі документального кіно Hot Docs. В "Перлині Африки" Кентаро здійснює "інтимну подорож за бінарними обмеженнями, щоб виявити свою особистість", процес, який на її думку, важкий проти африканських норм мужності. Директор Джонні фон Уоллстрем стежив за Клеопатрою Камбугу Кентаро та її коханим Нельсоном протягом 18 місяців, впродовж яких Кентаро працювла над покращенням добробуту ЛГБТ-спільноти Уганди, незважаючи на ескалацію дискримінації.

## Кар'єра
Кентаро працює адміністратором грантів у Східноафриканській ініціативі щодо сексуального здоров'я та прав (UHAI EASHRI) підтримуючи сексуальність, здоров'я та права людини меншин. Вона виступає за відкрите обговорення статі та сексуальності в Африці, незважаючи на дискомфорт, який вона відзначає щодо статі.
Кентаро працює над досягненням магістра в галузі молекулярної біології та біотехнології у коледжі ветеринарної медицини тваринних ресурсів та біозахисту університету Макерере. Вона працювала над кількома різними проектами з Національним центром біотехнологій та Національним науково-дослідним інститутом сільськогосподарських культур, головним чином зосереджуючись на молекулярній біології східноафриканських нагірних бананів та маніоки, з метою подолання бідності та голоду.